# Solanum trichostylum
Solanum trichostylum är en potatisväxtart som beskrevs av Merrill och Lily May Perry. Solanum trichostylum ingår i släktet skattor som ingår i familjen potatisväxter. Inga underarter finns listade i Catalogue of Life.